# 류밍황
류밍황(중국어 정체자: 劉明煌, 간체자: 刘明煌, 병음: Liú Mínghuáng, 한자음: 유명황, 1984년 9월 17일~)은 중화민국의 양궁 선수이다. 2004년 하계 올림픽에서 남자 단체전 은메달을 획득했다.